# Fuhlenhagen
Fuhlenhagen ist eine Gemeinde im Kreis Herzogtum Lauenburg in Schleswig-Holstein.

## Geographie

### Lage und Ortsteile
Das Gemeindegebiet Fuhlenhagens liegt nördlich von der Stadt Schwarzenbek im südöstlichen Teil des Naturraums Ostholsteinisches Hügel- und Seenland.
Neben dem namenstiftenden Dorf liegt auch die Hofsiedlung Buschberghof als weiterer Wohnplatz im Gemeindegebiet.

### Nachbargemeinden
Das Gemeindegebiet wird unmittelbar umschlossen von:
| Mühlenrade |                                             | Schretstaken |
| Basthorst  | Kompassrose, die auf Nachbargemeinden zeigt | Talkau       |
|            | Elmenhorst                                  |              |

## Geschichte
Fuhlenhagen wurde zum ersten Mal 1261 als „Herbeckhagen“ erwähnt. Die Herkunft des Namens Fuhlenhagen ist nicht eindeutig geklärt. Der ursprüngliche Name „Herbeckhagen“ steht entweder für die „eingehegte Rodung des Heribercht oder Herbert“, der später zu Fuhlenhagen umgedeutet wurde, oder Fuhlenhagen setzt sich aus „ful“ (faul) und „Hagen“ (gerodeter Wald) zusammen.
Funde von Steinbeilen und Streitäxten aus der Jungsteinzeit bezeugen die Besiedlung des heutigen Gemeindegebietes in der jüngeren Steinzeit durch eine bäuerliche Bevölkerung. Der Fund eines eisenzeitlichen Spinnwirtel aus der römischen Kaiserzeit lässt eine längere Siedlungstradition an diesem Ort zumindest möglich erscheinen.
Fuhlenhagen ist ein Waldhufendorf (durch Rodung kolonisiert – die Häuser bilden eine lange Kette von Einzelhöfen längst einer Straße). Im Zehntregister wird Fuhlenhagen 1239 erwähnt, gehörte aber dann mit weiteren sieben Dörfern zum Kloster Reinbek. Danach wurde es an die Grafen von Oldenburg verpfändet, zu erkennen an dem Wappen in den Fenstern der Kapelle (1622). Die Knicks sind keine Natur-, sondern Kulturdenkmäler. Sie wurden von den Bauern auf Geheiß des Adels angelegt. Damit wurde den Bauern die Waldnutzung untersagt.
Fuhlenhagen war zu keiner Zeit leibeigen, allerdings mussten Hand- und Spanndienste an den Adel in der Nachbarschaft geleistet werden. Im Jahre 1513 hatte Fuhlenhagen neun Vollhäfner. Ab 1600 waren es acht Vollhäfner und ein Halbhäfner und fünf Käthner.

## Politik

### Gemeindevertretung
Bei der Kommunalwahl am 14. Mai 2023 wurden insgesamt neun Sitze vergeben. Von diesen erhielt die Aktive Wählergemeinschaft Fuhlenhagen fünf Sitze und die Freie Wählergemeinschaft Fuhlenhagen und die Unabhängige Wählergemeinschaft Fuhlenhagen jeweils zwei Sitze.

### Wappen
Blasonierung: „In Gold ein leicht gesenkter blauer Wellenbalken, oben eine rote Kapelle mit 16 goldenen Fenstern, unten ein grüner Eichenzweig mit zwei fächerförmig gestellten Blättern, die eine Eichel einschließen.“

## Sehenswürdigkeiten
In der Liste der Kulturdenkmale in Fuhlenhagen stehen die in der Denkmalliste des Landes Schleswig-Holstein eingetragenen Kulturdenkmale.

### Sendemast
Auf der Gemarkung der Gemeinde Fuhlenhagen befindet sich der Sender Mölln.

### Kapelle St.Georg

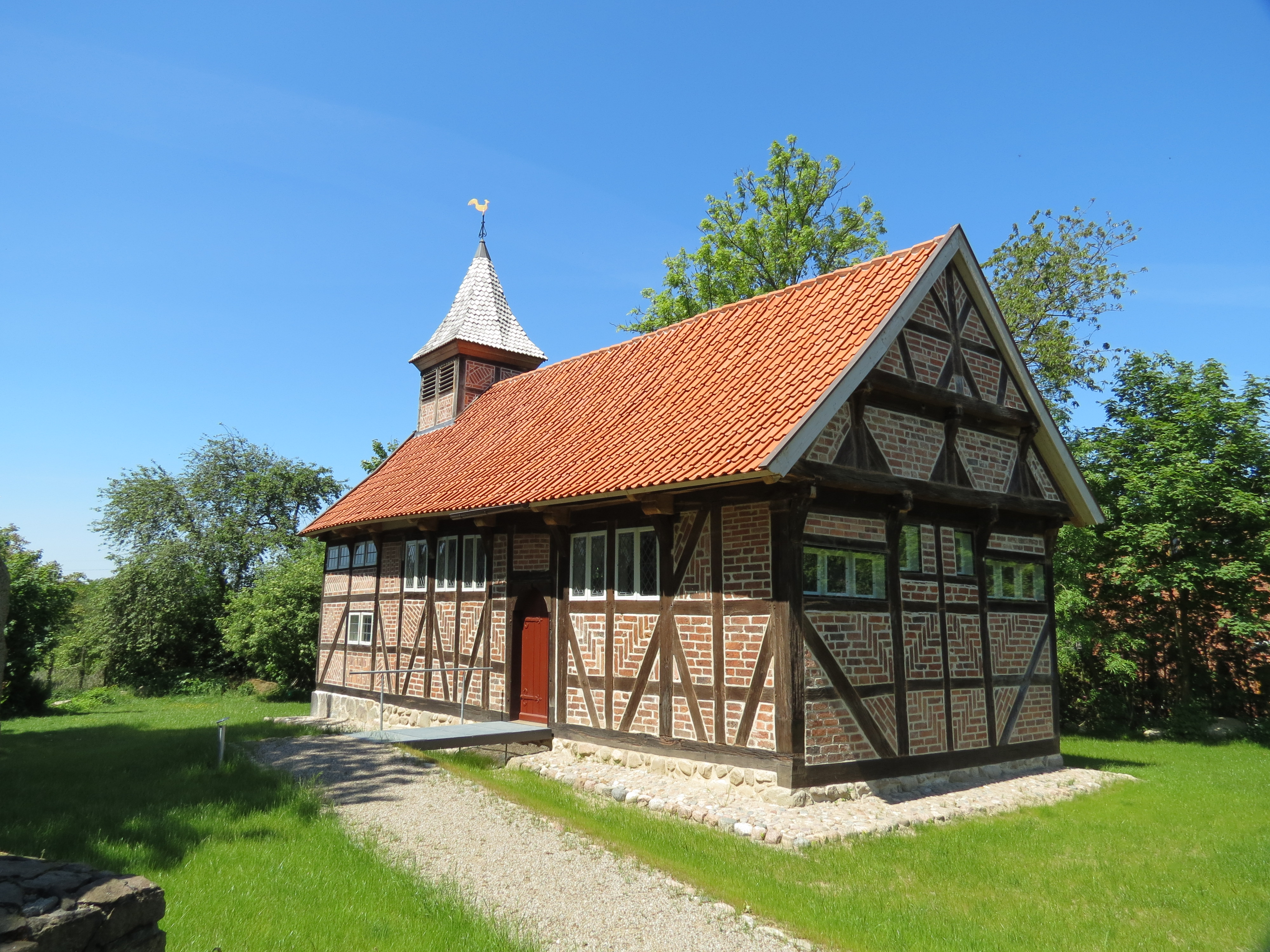
Fachwerkkapelle St. Georg in Fuhlenhagen

Die denkmalgeschützte Fachwerkkapelle St. Georg ist eine der ältesten Fachwerkkapellen Norddeutschlands. Die Außenmaße sind: 13,25 Meter lang und 6,00 Meter breit. Überkragende Ostgiebelwand in der Altarwand, Glockentürmchen über dem Westteil des Gebäudes, Eingangstür in der Südwand. Laut einer im Jahr 2009 vorgenommenen Dendrodatierung stammen die ältesten Fachwerkbalken etwa aus dem Jahr 1580 (Ostteil des Gebäudes). Mehrere bleiverglaste Wappenfenster in der Ostwand tragen die Jahreszahl 1622.
Vor dem jetzigen Gebäude stand an gleicher Stelle eine Vorgängerkapelle, die ebenfalls dem St. Georg (St. Jürgen) geweiht war und aus der noch einige Ausstattungsgegenstände vorhanden sind. Eine bis heute von Hand geläutete kleine gotische Glocke im holzschindelgedeckten Kapellentürmchen wird um das Jahr 1280 datiert. Nach Form und Klang handelt es sich um eine Klosterkapellenglocke. Ein geschnitztes Eichenrelief „St. Georg kämpft mit dem Drachen“ wird in seinem Hauptbestand (St.-Georgsfigur auf dem Pferd und Drachenkörper) im 14. oder 15. Jahrhundert datiert, in seinen wiederhergestellten Ergänzungen (Drachenkopf, Pferdekopf, Pferdeschweif) später. Ein spätgotisches geschnitztes farbiges Altarbildrelief aus dem 14. oder 15. Jahrhundert zeigt eine Gnadenstuhl-Darstellung: Gottvater auf dem himmlischen Thron hält vor sich auf seinem Schoß das Kreuz mit seinem Sohn Jesus Christus. Zwischen dem Angesicht Gottvaters und dem Kruzifix erkennt man in Brusthöhe eine Taube, den Heiligen Geist. Ein weiteres spätgotisches Kruzifix stammt etwa aus der gleichen Zeit wie das Altarbildrelief. Es hing ursprünglich am Altardeckel, jetzt hängt es an der Nordwand neben der Kanzel.
Mehrere Renovierungen und Instandhaltungsarbeiten haben im Laufe der Jahrhunderte das ursprüngliche äußere und innere Erscheinungsbild der Kapelle verändert. Das ursprünglich reetgedeckte Kapellendach wurde schon vor langer Zeit mit Dachpfannen eingedeckt (das Gebäude blieb dadurch bei einem Dorfbrand im Jahr 1916 verschont). Das alte Gestühl wurde 1964 durch moderne Kirchenbänke ersetzt, der Holzaltar durch einen Backsteinaltar, eine aus Backstein gemauerte Taufsäule mit Messingschaleneinsatz gab Taufen in der Kapelle einen festen liturgischen Ort direkt neben der Eingangstür. 1967 wurde auf der Empore eine kleine Orgel mit vier Registern eingebaut (ohne Pedalen, nur mit Manual).
In vorreformatorischer Zeit gehörte die Kapelle zum Kloster Reinbek und wurde von dessen Außenstelle in Köthel geistlich betreut. Seit der Reformationszeit ist der Kapellenvorstand der Ev.-Luth. Kapellengemeinde Fuhlenhagen für die Kapelle verantwortlich. Die geistliche Betreuung erfolgt durch den Pastor der benachbarten ev.-luth. Kirchengemeinde Sahms. An jedem ersten Sonntag im Monat, zu besonderen Anlässen und an christlichen Hochfesten finden Gottesdienste in der Kapelle statt.

## Mythen
Den Wode (Odin) haben viele Leute in den „Zwölften“ (die Nächte von Weihnachten bis zum Dreikönigsfest) und namentlich am Weihnachtsabend ziehen sehen. Er reitet einen großen Schimmel; ein Jäger zu Fuß und vierundzwanzig wilde Hunde folgen ihm. Wo er durchzieht, da stürzen die Zäune krachend zusammen und der Weg ebnet sich vor ihm; gegen Morgen aber richten sich die Gehege wieder auf. Manche Leute behaupten, sein Pferd habe nur drei Beine. Er reitet stets die gleichen Wege an den Türen der Häuser vorbei, und zwar so schnell, dass seine Hunde ihm nicht immer zu folgen vermögen; man hört sie keuchen und heulen. Schon manchmal ist einer von ihnen liegengeblieben. So fand man einmal einen von Wodes Hunden in einem Hof in Wulfsdorf, einen anderen in Fuhlenhagen auf dem Feuerherde, wo er sich hingestreckt hatte, ständig heulend und schnaufend, bis ihn am folgenden Weihnachtsabend der Wode wieder mitnahm. In dieser Nacht darf man keine Wäsche im Freien hängen lassen. Die Hunde würden sie zerreißen. Auch soll man nicht backen. Alle Bewohner müssen still zu Hause bleiben. Lässt man die Türen offen, so zieht der Wode durch, und seine Hunde verzehren alles, was sich im Hause Genießbares vorfindet. Einst war der Wode auch in das Haus eines armen Bauern geraten, und die Hunde hatten alles aufgezehrt. Der Arme jammerte und fragte den Wode, wer ihm den Schaden ersetze, den die Hunde angerichtet hätten. Wode antwortete, er werde alles bezahlen. Bald nachher erschien er mit einem toten Hunde und befahl dem Bauern, den Kadaver in den Schornstein zu werfen. Das tat der Bauer, da platzte der Balg, und lauter blanke Goldstücke fielen heraus. Der Wode hat einen bestimmten Weg, den er alle Jahre in den „Zwölften“ reitet. Dieser führt rings um Krumesse herum über das Moor nach Beidendorf zu. Wenn er angebraust kommt, müssen die Unterirdischen flüchten, denn er will sie von der Erde vertilgen. Ein alter Bauer brach einmal spät von Beidendorf auf und wollte noch nach Krumesse gehen, plötzlich bemerkte er, wie die Unterirdischen dahergelaufen kamen. Sie waren aber gar nicht ängstlich und riefen ganz munter: „Heute kann er uns nichts anhaben, er soll uns nur in Ruhe lassen; er hat sich heute morgen noch nicht gewaschen.“
Als der Bauer ein Stück weiter gewandert war, begegnete ihm der Wode und fragte ihn, was die Kleinen gerufen hätten. Der Bauer erwiderte, sie hätten gesagt, er habe sich heute morgen nicht gewaschen und könne ihnen daher nichts Übles antun. Da hielt der Wode sein Pferd an, stieg ab und wusch sich. Dann sprang er wieder auf sein Ross und jagte den Unterirdischen nach. Nicht lange nachher sah der Bauer den Wode wieder zurückkommen; er hatte die armen Kleinen an ihren langen Haaren zusammengebunden und an jeder Seite des Pferdes mehrere von ihnen hängen. So grausam hat Wode die Unterirdischen verfolgt. Heute sind sie alle verschwunden. Deshalb jagt der Wode nun nicht mehr auf der Erde, sondern oben in der Luft.
Der Wode ist in Schleswig-Holstein immer noch weithin bekannt; deshalb schließen viele Leute in der Weihnachtszeit die Türen vor ihm zu.

## Verkehr
Die Gemeinde Fuhlenhagen liegt an der lauenburgischen Kreisstraße 30, die unmittelbar an der Autobahn-Anschlussstelle Talkau (Nr. 7) der A 24 (in Fahrtrichtung Westen) von der Bundesstraße 207 abzweigt.